# DNAJB1
DNAJB1 (англ. DnaJ heat shock protein family (Hsp40) member B1) – білок, який кодується однойменним геном, розташованим у людей на короткому плечі 19-ї хромосоми. Довжина поліпептидного ланцюга білка становить 340 амінокислот, а молекулярна маса — 38 044.
| 10         |  | 20         |  | 30         |  | 40         |  | 50         |
| ---------- |  | ---------- |  | ---------- |  | ---------- |  | ---------- |
| MGKDYYQTLG |  | LARGASDEEI |  | KRAYRRQALR |  | YHPDKNKEPG |  | AEEKFKEIAE |
| AYDVLSDPRK |  | REIFDRYGEE |  | GLKGSGPSGG |  | SGGGANGTSF |  | SYTFHGDPHA |
| MFAEFFGGRN |  | PFDTFFGQRN |  | GEEGMDIDDP |  | FSGFPMGMGG |  | FTNVNFGRSR |
| SAQEPARKKQ |  | DPPVTHDLRV |  | SLEEIYSGCT |  | KKMKISHKRL |  | NPDGKSIRNE |
| DKILTIEVKK |  | GWKEGTKITF |  | PKEGDQTSNN |  | IPADIVFVLK |  | DKPHNIFKRD |
| GSDVIYPARI |  | SLREALCGCT |  | VNVPTLDGRT |  | IPVVFKDVIR |  | PGMRRKVPGE |
| GLPLPKTPEK |  | RGDLIIEFEV |  | IFPERIPQTS |  | RTVLEQVLPI |  |            |

A: Аланін

C: Цистеїн

D: Аспарагінова кислота

E: Глутамінова кислота

F: Фенілаланін

G: Гліцин

H: Гістидин

I: Ізолейцин

K: Лізин

L: Лейцин

M: Метіонін

N: Аспарагін

P: Пролін

Q: Глутамін

R: Аргінін

S: Серин

T: Треонін

V: Валін

W: Триптофан

Кодований геном білок за функціями належить до шаперонів, фосфопротеїнів. 
Задіяний у таких біологічних процесах, як відповідь на стрес, альтернативний сплайсинг. 
Локалізований у цитоплазмі, ядрі.